# Ђорђе Црномарковић
Ђорђе Црномарковић (Београд, 10. септембар 1993) српски је фудбалер. Игра на позицији одбрамбеног играча.

## Каријера
Црномарковић је сениорску каријеру почео у екипи ФК Београда након чега је играо и за Шумадију из Јагњила. У јануару 2014. године прелази у тадашњег суперлигаша Доњи Срем. У овом клубу је провео наредних сезону и по и одиграо 21 утакмицу у Суперлиги Србије. У лето 2015. године прелази у Јавор из Ивањице. За Јавор је у сезони 2015/16. одиграо 31 утакмицу у Суперлиги. У јуну 2016. године је потписао трогодишњи уговор са Олимпијом из Љубљане. За словеначки клуб током сезоне 2016/17. није наступио ни на једној званичној утакмици. У мају 2017. се вратио у српски фудбал и потписао за Чукарички. За клуб са Бановог брда је током првог дела сезоне 2017/18. одиграо само четири суперлигашка меча. Пред крај 2017. године Чукарички је раскинуо уговор са њим, а он се након тога враћа у Јавор. За клуб из Ивањице је у другом делу сезоне одиграо девет суперлигашких мечева. У јуну 2018. године прелази у Раднички из Ниша. У сезони 2018/19. је био стандардан играч у екипи Радничког која је заузела друго место у Суперлиги Србије. Одиграо је 32 првенствена меча, уз забележену асистенцију. У Купу Србије одиграо је четири утакмице, док је у квалификацијама за Лигу Европе уписао три наступа. У јуну 2019. године прелази у Лех из Познања. Наредне две године је био играч Леха с тим што је током 2021. био на позајмици у Заглебју. У јулу 2021. се вратио у љубљанску Олимпију, са којом је потписао двогодишњи уговор. У јулу 2023. прешао је у новосадску Војводину.